# 340891 Londoncommorch
340891 Londoncommorch este o planetă minoră (asteroid) din centura de asteroizi. A fost descoperită pe 14 februarie 2007 la Lulin Observatory⁠(d) de Ye Quanzhi⁠(d). 
Obiectul prezintă o orbită caracterizată de o semiaxă mare de 2,270423527936 UAi, o excentricitate de 0,12, o înclinație de 3,3 ° în raport cu ecliptica.